# 小行星6272
小行星6272（英語：6272）是一颗围绕太阳公转的小行星。1992年3月2日，上田清二、金田宏在钏路市发现了此天体。
这颗小行星的绝对星等为71.98710等。